# Saski Baskonia
Saski Baskonia – hiszpański zawodowy klub koszykarski z siedzibą w baskijskim mieście Vitoria. Poza krajem często klub jest określany jako TAU Ceràmica, głównie przez od marki producenta ceramiki – TAULELL, który jest sponsorem od 1987 roku. Początkowo zespół jednak nazywał się Taugres Vitoria, ale od 1997 do 2009 roku występował pod nazwą TAU Ceràmica. Od sezonu 2009/2010 ze względu na nowego sponsora, klub przyjął nazwę Caja Laboral Vitoria. Inne nazwy, tj. Baskonia, Baskonia TAU czy po prostu TAU, są ogólnie przyjęte.

## Historia
Klub został założony w 1959 roku jako Baskonia Deportivo Club. W 1971 roku, drużyna awansować do I ligi, dając podwaliny do budowania mocnej drużyny w latach 90. Pierwszymi sukcesami baskijczyków były finały rozgrywek Pucharu Saporty w latach 1994–1996. Za pierwszym razem Tau zmierzyło się z Olimpiją Ljubljana, przegrywając 81:91. Sezon później rywalem był Benetton Treviso, który wygrał 94:86. Za trzecim razem szczęście już uśmiechnęło się w stronę czerwono-niebieskich – zwycięstwo 88:81 nad PAOK Saloniki, gdzie grał m.in. Predrag Stojaković. Na arenie krajowej Tau w tym samym czasie okresie udało się zdobyć dwukrotnie Puchar Króla (1995 i 1999), a także dojść do finału play-off ACB, gdzie jednak ulegli 1:3 Ricoh Manresa.
Na początku lat 2000. do zespołu dołączyli Saulius Štombergas, Fabricio Oberto, Luis Scola i Elmer Bennett. Nowi gracze spowodowali, że Tau w sezonie 2000/2001 zagrało w pierwszym finale nowych rozgrywek o nazwie Euroliga (w tym sezonie rozgrywki były podzielone na te organizowane przez FIBA – Suproliga, i te organizowane przez ULEB – Euroliga). W finale Hiszpanie zmierzyli się z włoskim Virtusem Bolonia, ale w pięciu meczach ulegli 2:3. Przed kolejnym sezonie zespół z Vitorii wzmocnili Dejan Tomašević – MVP rozgrywek Euroligi i Andrés Nocioni. Obaj pomogli drużynie z Baskonii święcić podwójną koronę – po raz trzeci zdobyli Puchar Króla i po raz pierwszy okazali się najlepszymi w lidze ACB. W następnych latach jeszcze trzykrotnie zdobywali Puchar Króla (2004, 2006 i 2009), a także zdobyli kolejne Mistrzostwa Hiszpanii (2008 i 2010).

## Obecny skład

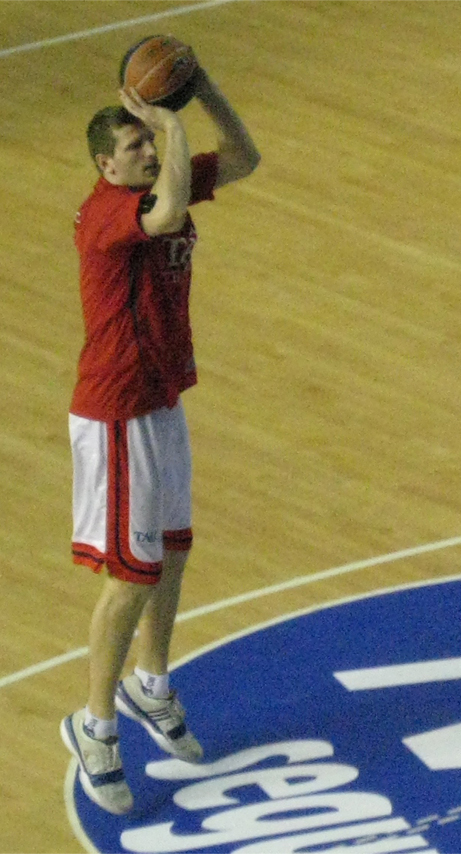
Mirza Teletović kapitan zespołu

Skład aktualny na 22 stycznia 2011
| numer | pozycja | narodowość           | Imię i nazwisko       | wzrost | waga   | poprzedni zespół       | wiek    |
| ----- | ------- | -------------------- | --------------------- | ------ | ------ | ---------------------- | ------- |
| –     | C       | Serbia               | Dejan Musli           | 212 cm | 102 kg | FMP Belgrad            | 20 lat  |
| 4     | PG      | Hiszpania            | Pau Ribas             | 193 cm | 84 kg  | DKV Joventut           | 23 lata |
| 6     | SG      | Hiszpania            | Ander García          | 192 cm | 80 kg  | Xuventude Baloncesto   | 21 lat  |
| 9     | PG/SG   | Brazylia             | Marcelinho Huertas    | 191 cm | 84 kg  | Fortitudo Bolonia      | 27 lat  |
| 10    | PG/SG   | Polska               | David Logan           | 185 cm | 77 kg  | Asseco Prokom Gdynia   | 28 lat  |
| 12    | PF      | Bośnia i Hercegowina | Mirza Teletović (C)   | 206 cm | 111 kg | Telindus Ostenda       | 25 lat  |
| 15    | C       | Urugwaj              | Esteban Batista       | 208 cm | 122 kg | Baloncesto Fuenlabrada | 27 lat  |
| 19    | SF      | Hiszpania            | Fernando San Emeterio | 199 cm | 105 kg | Baloncesto Fuenlabrada | 27 lat  |
| 24    | SG      | Stany Zjednoczone    | Brad Oleson           | 191 cm | 90 kg  | Fuenlabrada            | 27 lat  |
| 30    | C       | Senegal              | Pape Sow              | 208 cm | 114 kg | Meridiano Alicante     | 29 lat  |
| 42    | C       | Chorwacja            | Stanko Barać          | 217 cm | 111 kg | Valencia BC            | 23 lata |
| 44    | SF      | Serbia               | Nemanja Bjelica       | 209 cm | 104 kg | Crvena zvezda Belgrad  | 22 lata |

### Wykres
| Poz. | Skład                 | Ławka           | Ławka        | Rezerwy | Poza składem |
| ---- | --------------------- | --------------- | ------------ | ------- | ------------ |
| C    | Stanko Barać          | Esteban Batista | Dejan Musli  |         |              |
| PF   | Mirza Teletović       | Pape Sow        |              |         |              |
| SF   | Fernando San Emeterio | Nemanja Bjelica |              |         |              |
| SG   | Brad Oleson           | Pau Ribas       | Ander García |         |              |
| PG   | Marcelinho Huertas    | David Logan     |              |         |              |

### Ekipa Techniczna
Skład aktualny na 22 stycznia 2011
| Funkcja            | Kraj       | Imię i nazwisko   |
| ------------------ | ---------- | ----------------- |
| Trener             | Czarnogóra | Duško Ivanović    |
| Asystent           | Hiszpania  | Toni Martorell    |
| Asystent           | Hiszpania  | David Gil         |
| Trener kondycyjny  | Hiszpania  | Oskar Bilbao      |
| Delegat zespołu    | Hiszpania  | Patxi Sánchez     |
| Fizjoterapeuta     | Hiszpania  | Orkatz Iturregui  |
| Lekarz             | Hiszpania  | Alberto Fernández |
| Lekarz             | Hiszpania  | Alberto Fernández |
| Manager techniczny | Hiszpania  | Santi Matilla     |

## Wyniki sezo po sezonie
| Sezon   | Poziom                           | Liga                             | Poz.                             | Play-off                         | SR                               | PO                               | Puchar Hiszpanii                 | Inne puchary                     | Inne puchary                     | Rozgrywki europejskie            | Rozgrywki europejskie            | Rozgrywki europejskie            |
| ------- | -------------------------------- | -------------------------------- | -------------------------------- | -------------------------------- | -------------------------------- | -------------------------------- | -------------------------------- | -------------------------------- | -------------------------------- | -------------------------------- | -------------------------------- | -------------------------------- |
| 1959    | Fundacja Club Deportivo Vasconia | Fundacja Club Deportivo Vasconia | Fundacja Club Deportivo Vasconia | Fundacja Club Deportivo Vasconia | Fundacja Club Deportivo Vasconia | Fundacja Club Deportivo Vasconia | Fundacja Club Deportivo Vasconia | Fundacja Club Deportivo Vasconia | Fundacja Club Deportivo Vasconia | Fundacja Club Deportivo Vasconia | Fundacja Club Deportivo Vasconia | Fundacja Club Deportivo Vasconia |
| 1959–60 | 4                                | Prowincjonalna                   | 2                                | –                                |                                  |                                  | –                                | –                                | –                                | –                                | –                                | –                                |
| 1960–61 | 4                                | Prowincjonalna                   | 2                                | –                                |                                  |                                  | –                                | –                                | –                                | –                                | –                                | –                                |
| 1961–62 | 4                                | Prowincjonalna                   | 1                                | –                                |                                  |                                  | –                                | –                                | –                                | –                                | –                                | –                                |
| 1962–63 | 4                                | Prowincjonalna                   | 2                                | –                                |                                  |                                  | –                                | –                                | –                                | –                                | –                                | –                                |
| 1963–64 | 4                                | Prowincjonalna                   | 1                                | –                                |                                  |                                  | –                                | –                                | –                                | –                                | –                                | –                                |
| 1964–65 | 4                                | Prowincjonalna                   | 2                                | –                                |                                  |                                  | –                                | –                                | –                                | –                                | –                                | –                                |
| 1965–66 | 4                                | Prowincjonalna                   | 1                                | –                                |                                  |                                  | –                                | –                                | –                                | –                                | –                                | –                                |
| 1966–67 | 4                                | Prowincjonalna                   | 2                                | –                                |                                  |                                  | –                                | –                                | –                                | –                                | –                                | –                                |
| 1967–68 | 4                                | Prowincjonalna                   | 1                                | –                                |                                  |                                  | –                                | –                                | –                                | –                                | –                                | –                                |
| 1968–69 | 4                                | Prowincjonalna                   | 1                                | Awans                            |                                  |                                  | –                                | –                                | –                                | –                                | –                                | –                                |
| 1969–70 | 3                                | III liga                         | 1                                | Awans                            |                                  |                                  | –                                | –                                | –                                | –                                | –                                | –                                |
| 1970–71 | 2                                | II liga                          | 2                                | –                                | 16–4                             | 4–0                              | –                                | –                                | –                                | –                                | –                                | –                                |
| 1971–72 | 2                                | II liga                          | 1                                | AwansMistrzostwo                 | 19–3                             | 2–0                              | –                                | –                                | –                                | –                                | –                                | –                                |
| 1972–73 | 1                                | I liga                           | 10                               | –                                | 12–18                            | –                                | Półfinał                         | –                                | –                                | –                                | –                                | –                                |
| 1973–74 | 1                                | I liga                           | 8                                | –                                | 12–16                            | –                                | –                                | –                                | –                                | –                                | –                                | –                                |
| 1974–75 | 1                                | I liga                           | 8                                | –                                | 8–14                             | –                                | Ćwierćfinał                      | –                                | –                                | –                                | –                                | –                                |
| 1975–76 | 1                                | I liga                           | 8                                | Grupa spadkowa                   | 8–14                             | 6–4                              | –                                | –                                | –                                | –                                | –                                | –                                |
| 1976–77 | 1                                | I liga                           | 10                               | –                                | 8–14                             | –                                | I runda                          | –                                | –                                | –                                | –                                | –                                |
| 1977–78 | 1                                | I liga                           | 10                               | –                                | 7–1–14                           | –                                | I runda                          | –                                | –                                | –                                | –                                | –                                |
| 1978–79 | 1                                | I liga                           | 8                                | –                                | 9–13                             | –                                | Półfinał                         | –                                | –                                | –                                | –                                | –                                |
| 1979–80 | 1                                | I liga                           | 11                               | –                                | 5–2–15                           | –                                | TOP 16                           | –                                | –                                | –                                | –                                | –                                |
| 1980–81 | 1                                | I liga                           | 14                               | Spadek                           | 6–20                             | –                                | TOP 16                           | –                                | –                                | –                                | –                                | –                                |
| 1981–82 | 2                                | I liga gr. B                     | 2                                | Awans                            | 19–1–6                           | –                                | –                                | –                                | –                                | –                                | –                                | –                                |
| 1982–83 | 1                                | I liga                           | 13                               | –                                | 3–3–20                           | –                                | TOP 16                           | –                                | –                                | –                                | –                                | –                                |
| 1983–84 | 1                                | Liga ACB                         | 9                                | TOP 16                           | 7–21                             | 2–1                              | TOP 16                           | –                                | –                                | –                                | –                                | –                                |
| 1984–85 | 1                                | Liga ACB                         | 10                               | TOP 16                           | 8–20                             | 0–2                              | –                                | Puchar Stowarzyszenia            | M                                | –                                | –                                | –                                |
| 1985–86 | 1                                | Liga ACB                         | 9                                | TOP 16                           | 16–12                            | 0–2                              | –                                | Puchar Księcia                   | CF                               | 3 Puchar Koracia                 | R2                               | 0–1–1                            |
| 1986–87 | 1                                | Liga ACB                         | 8                                | Ćwierćfinał                      | 13–15                            | 2–3                              | –                                | Puchar Księcia                   | R16                              | –                                | –                                | –                                |
| 1987–88 | 1                                | Liga ACB                         | 8                                | Ćwierćfinał                      | 16–12                            | 3–2                              | –                                | Puchar Księcia                   | R16                              | –                                | –                                | –                                |
| 1988    | Saski-Baskonia S.A.D.            | Saski-Baskonia S.A.D.            | Saski-Baskonia S.A.D.            | Saski-Baskonia S.A.D.            | Saski-Baskonia S.A.D.            | Saski-Baskonia S.A.D.            | Saski-Baskonia S.A.D.            | Saski-Baskonia S.A.D.            | Saski-Baskonia S.A.D.            | Saski-Baskonia S.A.D.            | Saski-Baskonia S.A.D.            | Saski-Baskonia S.A.D.            |
| 1988–89 | 1                                | Liga ACB                         | 7                                | Ćwierćfinał                      | 21–15                            | 0–2                              | TOP 16                           | –                                | –                                | –                                | –                                | –                                |
| 1989–90 | 1                                | Liga ACB                         | 7                                | Ćwierćfinał                      | 23–13                            | 0–2                              | Ćwierćfinał                      | –                                | –                                | –                                | –                                | –                                |
| 1990–91 | 1                                | Liga ACB                         | 4                                | Półfinał                         | 21–13                            | 5–3                              | Ćwierćfinał                      | –                                | –                                | –                                | –                                | –                                |
| 1991–92 | 1                                | Liga ACB                         | 4                                | Półfinał                         | 24–10                            | 6–5                              | Ćwierćfinał                      | –                                | –                                | 3 Puchar Koracia                 | CF                               | 6–6                              |
| 1992–93 | 1                                | Liga ACB                         | 11                               | TOP 16                           | 17–14                            | 2–0                              | 3. miejsce                       | –                                | –                                | 3 Puchar Koracia                 | FG                               | 6–4                              |
| 1993–94 | 1                                | Liga ACB                         | 11                               | TOP 16                           | 16–12                            | 1–3                              | Wicemistrzostwo                  | –                                | –                                | 2 Puchar Europy                  | W                                | 11–4                             |
| 1994–95 | 1                                | Liga ACB                         | 5                                | Ćwierćfinał                      | 23–15                            | 1–2                              | Mistrzostwo                      | –                                | –                                | 2 Puchar Europy                  | W                                | 12–3                             |
| 1995–96 | 1                                | Liga ACB                         | 8                                | Ćwierćfinał                      | 21–17                            | 1–2                              | –                                | –                                | –                                | 2 Puchar Europy                  | M                                | 13–1–3                           |
| 1996–97 | 1                                | Liga ACB                         | 5                                | Ćwierćfinał                      | 20–14                            | 1–3                              | –                                | –                                | –                                | 3 Puchar Koracia                 | R16                              | 8–2                              |
| 1997–98 | 1                                | Liga ACB                         | 2                                | Wicemistrzostwo                  | 27–7                             | 7–3                              | Ćwierćfinał                      | –                                | –                                | 3 Puchar Koracia                 | R32                              | 5–3                              |
| 1998–99 | 1                                | Liga ACB                         | 5                                | Ćwierćfinał                      | 24–10                            | 1–3                              | Mistrzostwo                      | –                                | –                                | 1 Euroliga                       | FG                               | 4–6                              |
| 1999–00 | 1                                | Liga ACB                         | 4                                | Półfinał                         | 21–13                            | 4–5                              | Ćwierćfinał                      | –                                | –                                | 2 Puchar Saporty                 | R16                              | 9–5                              |
| 2000–01 | 1                                | Liga ACB                         | 3                                | Półfinał                         | 27–7                             | 5–4                              | Ćwierćfinał                      | –                                | –                                | 1 Euroliga                       | W                                | 15–7                             |
| 2001–02 | 1                                | Liga ACB                         | 1                                | Mistrzostwo                      | 24–10                            | 9–2                              | Mistrzostwo                      | –                                | –                                | 1 Euroliga                       | T16                              | 13–7                             |
| 2002–03 | 1                                | Liga ACB                         | 6                                | Ćwierćfinał                      | 18–16                            | 2–3                              | Wicemistrzostwo                  | –                                | –                                | 1 Euroliga                       | T16                              | 11–9                             |
| 2003–04 | 1                                | Liga ACB                         | 3                                | Półfinał                         | 28–6                             | 4–4                              | Mistrzostwo                      | –                                | –                                | 1 Euroliga                       | T16                              | 13–7                             |
| 2004–05 | 1                                | Liga ACB                         | 2                                | Wicemistrzostwo                  | 28–6                             | 8–5                              | Półfinał                         | Superpuchar                      | 4                                | 1 Euroliga                       | W                                | 13–11                            |
| 2005–06 | 1                                | Liga ACB                         | 2                                | Wicemistrzostwo                  | 25–9                             | 6–4                              | Mistrzostwo                      | Superpuchar                      | M                                | 1 Euroliga                       | 3                                | 18–7                             |
| 2006–07 | 1                                | Liga ACB                         | 3                                | Półfinał                         | 26–8                             | 5–3                              | Półfinał                         | Superpuchar                      | M                                | 1 Euroliga                       | 4                                | 20–4                             |
| 2007–08 | 1                                | Liga ACB                         | 1                                | Mistrzostwo                      | 22–12                            | 7–1                              | Wicemistrzostwo                  | Superpuchar                      | M                                | 1 Euroliga                       | 4                                | 16–9                             |
| 2008–09 | 1                                | Liga ACB                         | 2                                | Wicemistrzostwo                  | 28–4                             | 5–4                              | Mistrzostwo                      | Superpuchar                      | M                                | 1 Euroliga                       | CF                               | 14–7                             |
| 2009–10 | 1                                | Liga ACB                         | 1                                | Mistrzostwo                      | 27–7                             | 8–2                              | Półfinał                         | Superpuchar                      | PF                               | 1 Euroliga                       | CF                               | 11–9                             |
| 2010–11 | 1                                | Liga ACB                         | 4                                | Półfinał                         | 23–11                            | 2–3                              | Półfinał                         | Superpuchar                      | PF                               | 1 Euroliga                       | CF                               | 10–10                            |
| 2011–12 | 1                                | Liga ACB                         | 3                                | Półfinał                         | 23–11                            | 4–3                              | Półfinał                         | Superpuchar                      | W                                | 1 Euroliga                       | SR                               | 5–5                              |
| 2012–13 | 1                                | Liga ACB                         | 5                                | Ćwierćfinał                      | 25–9                             | 1–2                              | Półfinał                         | –                                | –                                | 1 Euroliga                       | CF                               | 13–15                            |
| 2013–14 | 1                                | Liga ACB                         | 6                                | Ćwierćfinał                      | 19–15                            | 0–2                              | Ćwierćfinał                      | Superpuchar                      | PF                               | 1 Euroliga                       | T16                              | 11–13                            |
| 2014–15 | 1                                | Liga ACB                         | 6                                | Ćwierćfinał                      | 19–15                            | 1–2                              | –                                | Superpuchar                      | PF                               | 1 Euroliga                       | T16                              | 11–13                            |
| 2015–16 | 1                                | Liga ACB                         | 4                                | Półfinał                         | 24–10                            | 3–4                              | Półfinał                         | –                                | –                                | 1 Euroliga                       | 4                                | 18–11                            |
| 2016–17 | 1                                | Liga ACB                         |                                  |                                  |                                  |                                  |                                  | Superpuchar                      | PF                               | 1 Euroliga                       |                                  |                                  |

## Osiągnięcia

### Drużynowe
- 3-krotny mistrz Hiszpanii w 2002, 2008 oraz 2010 roku,
- 6-krotny zdobywca Pucharu Króla w 1995, 1999, 2002, 2004, 2006 oraz 2009 roku,
- zdobywca Pucharu Saporty w 1996 roku (2-krotny finalista rozgrywek w 1994 i 1995),
- Euroliga: finalista w 2001 i 2005 roku, trzecie miejsce w 2006 roku i dwukrotnie czwarte miejsce w 2007 i 2008 roku,
- 4-krotny zdobywca Superpucharu Hiszpanii w latach 2005–2008.

### Indywidualne
| MVP ACB - Kenny Green – 1997 - Andrés Nocioni – 2004 - Luis Scola – 2005, 2007 - Tiago Splitter – 2010 - Fernando San Emeterio – 2011 - Ioannis Bourousis – 2016 Wschdząca Gwiazda ACB - Mirza Teletović – 2008 MVP finałów ACB - Elmer Bennett – 2002 - Pete Mickeal – 2008 - Tiago Splitter – 2010 MVP Pucharu Hiszpanii - Joe Arlauckas – 1993 - Velimir Perasović – 1994 - Pablo Laso – 1995 - Elmer Bennett – 1999 - Dejan Tomašević – 2002 - Pablo Prigioni – 2007 - Mirza Teletović – 2009 MVP Superpucharu Hiszpanii - Luis Scola – 2005 - Tiago Splitter – 2006, 2007 - Pablo Prigioni – 2008 Zwycięzcy konkursu rzutów za 3 punkty ACB - Juan Espil – 1997 - Igor Rakočević – 2007 | I skład Euroligi - Dejan Tomašević – 2002 - Arvydas Macijauskas – 2005 - Luis Scola – 2006, 2007 - Tiago Splitter – 2008 - Igor Rakočević – 2009 - Fernando San Emeterio – 2011 - Joanis Burusis – 2016 II skład Euroligi - Andrés Nocioni – 2003, 2004 - Luis Scola – 2005 - Pablo Prigioni – 2006, 2007 - Igor Rakočević – 2007 - Tiago Splitter – 2009, 2010 I skład ACB - Andrés Nocioni – 2004, 2013 - Luis Scola – 2004, 2005, 2006, 2007 - José Calderón – 2005 - Pablo Prigioni – 2006, 2007, 2009 - Igor Rakočević – 2009 - Tiago Splitter – 2010 - Marcelinho Huertas – 2011 - Fernando San Emeterio – 2011 - Mirza Teletović – 2012 - Darius Adams – 2016 - Ioannis Bourousis – 2016 II skład ACB - Ádám Hanga – 2016 |

## Historyczne składy

### Skład w Pucharze Saporty 1995-96
Pedro Eusebio Rodriguez Santos
Kenneth Green
Juan Ignacio Gomez
Carlos Dicenta Saint-Victor
Carlos Cazorla
Marcelo Nicola
Juan Ramon Rivas Contreras
Velimir Perasović
Jordi Millera Mas
Juan Pedro Cazorla
Miguel Angel Reyes
Jorge Garbajosa
Ferran Lopez Torras
trener Pedro Martinez

### Skład w 2002
4 Luis Scola
5 Andrés Nocioni
6 Elmer Bennett
7 Laurent Foirest
9 Sergi Vidal
10 Mindaugas Timinskas
12 Dejan Tomasević
13 Ferran Lopez
14 Fabricio Oberto
15 Chris Corchiani
trener Duško Ivanović

### Skład w 2008
Pablo Prigioni
Pete Mickeal (MVP)
Jose Luis Fernandez
Mirza Teletović
Igor Rakočević
Zoran Planinić
Tiago Splitter
Simas Jasaitis
James Singleton
trener Neven Spahija

## Trenerzy
- Iñaki Iriarte 1981–1983
- Juan Antonio Ortiz de Pinedo 1983
- Txema Capetillo 1983–1984
- Xabier Añúa 1984–1985
- Pepe Laso 1985–1987
- Manu Moreno 1987–1989
- Željko Pavličević 1989–1990
- Herb Brown 1990–1992
- Iñaki Iriarte 1992–1993
- Manel Comas 1993–1997
- Sergio Scariolo 1997–1999
- Salva Maldonado 1999
- Julio Lamas 1999–2000
- Duško Ivanović 2000–2005
- Pedro Martínez 2005
- Natxo Lezkano 2005
- Velimir Perasović 2005–2007
- Božidar Maljković 2007
- Neven Spahija 2007–2008
- Duško Ivanović 2008–2012
- Žan Tabak 2012–2013
- Sergio Scariolo 2013–2014
- Marco Crespi 2014
- Ibon Navarro 2014–2015
- Velimir Perasović 2015–2016
- Sito Alonso od 2016